# Atylotus miser
Atylotus miser är en tvåvingeart som först beskrevs av Szilady 1915.  Atylotus miser ingår i släktet Atylotus och familjen bromsar. Inga underarter finns listade i Catalogue of Life.